# يوليا ستيبانينكو
يوليا ستيبانينكو (1 سبتمبر 1977) سياسية ومحامية من لاتفيا، تعمل كنائب في السايما برلمان لاتفيا. كانت سابقًا عضوة في مرتبة الشرف لخدمة ريغا والقانون والنظام، وهي الآن عضوة في لاتفيا أولا، وقد تركت حزب القانون والنظام في يونيو 2021.

## النشاط السياسي
تم انتخاب ستيبانينكو أولاً لعضوية السايما في عام 2014. عملت في لجنة للشؤون الأوروبية.
حصلت ستيبانينكو على أكثر من 12000 إضافة وأكثر من 90000 صوت في انتخابات 2018 البرلمانية في لاتفيا وأصبح أحد أكثر الممثلين دعمًا في مجلس النواب الثالث عشر. في اليوم الأول لجلسة الدورة الثالثة عشرة أعلنت سايما ستيبانينكو أنها ستترك كتلة هارموني البرلمانية وتعمل كنائبة مستقلة، ومع ذلك صرحت بأنها ستواصل العمل مع الحزب في الأمور التي لا تتعارض مع شؤونها. بدأت ستيبانينكو العمل في اللجان القانونية والشؤون الأوروبية ولجان التنمية المستدامة.
في يناير 2021 شاركت في تأسيس حزب القانون والنظام الشعبوي اليميني واختيرت للمشاركة في قيادة الحزب جنبًا إلى جنب مع زميلها النائب ألديس غوبزيمز حتى تركت الحزب في 30 يونيو 2021، منتقدة أسلوب الاتصال الهجومي لجوبزمز. في أغسطس 2021 كانت من بين مؤسسي حزب لاتفيا أولاً حيث تم اختيارها كرئيسة لمجلس إدارة الحزب بالإضافة إلى ترشيحها لمنصب رئيس لاتفيا.
اعتبارًا من 15 نوفمبر 2021 كانت ستيبانينكو واحدة من نواب السايما الأربعة الذين تم منعهم من جلسات البرلمان بموجب قانون خاص يمنع الممثلين المنتخبين دون شهادة كوفيد 19 من المشاركة في المناقشة شخصيًا وعن بعد. وأعربت عن اعتقادها أن قرار الأغلبية البرلمانية هذا غير ديمقراطي على الإطلاق.